# Chincheros (tỉnh)
Tỉnh Chincheros (tiếng Tây Ban Nha: Provincia de Chincheros) là một tỉnh thuộc vùng Apurímac của Peru. Tỉnh Chincheros có diện tích 1242 km², dân số thời điểm theo điều tra dân số ngày 11 tháng 7 năm 1993 là 48481 người. Tỉnh lỵ đóng ở Chincheros.